# SPDY
SPDY és un protocol de comunicació pel transport de contingut web, desenvolupat per Google i donat a conèixer l'any 2009.
És un protocol obert, ara mateix disponible com a Internet Draft però en el qual s'està treballant per assolir l'estatus d'estàndard tècnic d'Internet.
El primer esborrany de HTTP/2 usa SPDY com a base per a la seva especificació. Existeix més d'una implementació de referència lliure als projectes Chromium
i Mozilla Firefox. Opera també suporta el protocol.
SPDY és molt similar a HTTP, amb els objectius particulars de reduir la latència en la càrrega de pàgines i millorar la seguretat. SPDY assoleix una latència reduïda gràcies a la compressió, la multiplexació i la priorització. El nom «SPDY» és una marca registrada per Google.